# Parlar de transició
Un parlar de transició és un dialecte parlat entre dues zones amb altres dialectes de la mateixa llengua i que es caracteritza pel fet que s'hi troben trets dels dialectes veïns, les isoglosses dels quals s'encavalquen en els mapes formant un feix. Els parlars de transició es poden trobar entre llengües diferents, en aquest cas de vegades hi ha debats entre lingüistes, polítics i la societat en general, sobre si el parlar és una llengua amb caràcter propi o és un dialecte d'alguna de les dues llengües amb què es troba en contacte. Quan el nombre d'isoglosses que formen la zona de transició és petit no es discuteix l'atribució lingüística del dialecte (és el cas dels parlars del Creixent, varietats del nord-occità en contacte amb el francès). Un exemple de cas polèmic és el del benasquès, amb el 50% de trets del català i el 50% de l'aragonès. Els parlants de les zones de transició sovint tenen consciència de combinar trets de dos idiomes, com és el cas dels habitants de la Franja de Ponent, el dialecte català nord-occidental dels quals, anomenat ribagorçà, comparteix alguns elements amb l'aragonès.
Hi ha qui parla també de llengua de transició, concepte equivalent al de llengua pont. En aquest cas totes les varietats involucrades es consideren llengües i també han de ser de la mateixa família. En el cas de les llengües pont es posa el problema de la seva classificació en un grup o en un altre, malgrat l'acceptació de la seva identitat com a llengua (és el cas del debat, ja superat, sobre la subagrupació romànica del català, entre les llengües de la Gal·loromània i de la Iberoromània). Les varietats de transició són dialectes constitutius, tant si pertanyen a una mateixa llengua com si són de llengües diferents.
En el cas dels idiomes amb un domini lingüístic format per dialectes constitutius, com l'italià o l'occità, es pot dir que els dialectes que no es troben en zones marginals fan de pont entre els altres (no s'han de confondre, però, amb els parlars de transició, formats per l'àrea que cobreix un feix d'isoglosses).
Hi ha però un tipus de parlar de transició entre llengües que no és constitutiu sinó que deu els trets que comparteix amb l'idioma veí a la presència d'aquest en el territori en el passat, del qual són restes o substrat. N'és un cas el murcià o panotxo, situat entre el català i el castellà i caracteritzat pels catalanismes procedents de la colonització de Jaume I el Conqueridor, al s. XIII, que hi deixà la llengua, posteriorment substituïda pel castellà.
D'exemples de llengües de transició o llengües pont entre les llengües romàniques n'hi ha molts. Per exemple, l'asturlleonès, que transita entre l'espanyol i el galaico-portuguès; l'aragonès i el panotxo, que transiten entre l'espanyol i el català; el català, entre l'aragonès i l'occità; etc.
Són exemples de dialectes de transició dins el català, el català septentrional de transició entre el català septentrional i el central; el parlar xipella i el tarragoní, entre el central i el nord-occidental; el català de transició, entre el català nord-occidental i el català valencià. En el català hi ha també un parlar de transició amb l'occità, l'anomenat parlar capcinès —al Capcir— (així com els altres Capcirs al llarg de la frontera catalano-occitana), i un de transició amb l'aragonès, l'anomenat benasquès (a la vall de Benasc, parlar que hi ha qui diu que també fa de transició amb l'occità gascó). A banda d'aquests parlars de transició, el subdialecte ribagorçà del català nord-occidental comparteix característiques amb l'aragonès.